# 尖吻雅羅魚
尖吻雅羅魚（學名：Leuciscus oxyrrhis）為輻鰭魚綱鯉形目雅羅魚科的其中一種，分布於歐洲法國Lot、Aveyron、Tarn、Dordogne河流域，本魚體延長，吻突出且尖，側線明顯，側線鱗片49-53枚，體長可達40公分，棲息在水流湍急、礫石底質的溪流，屬草食性，生活習性不明。